# Marcin z Wrocimowic
Marcin (Marcisz) z Wrocimowic (ur. w ? – zm. 1442) – polski rycerz herbu Półkozic, chorąży krakowski i starosta łowicki. 
Choć w 1399 roku utracił Wrocimowice – nie przestał się nimi podpisywać. Od 1430 roku został właścicielem Dębowca. Miał syna o tym samym imieniu, podpisującego się również z Wrocimowic, ale i czasem z Dębowca. 
Jako chorąży krakowski wziął udział w bitwie pod Grunwaldem. Podczas bitwy grunwaldzkiej w 1410 r. niósł naczelną chorągiew wojsk polskich z białym orłem, o którą toczyła się zaciekła walka. Został upamiętniony przez Jana Długosza, a za nim Henryka Sienkiewicza w Krzyżakach i Jana Matejkę na obrazie Bitwa pod Grunwaldem.
Pełnił również funkcje dyplomatyczne, np. posłował do papieża.
W 1410 roku król Władysław Jagiełło zapisał zastaw na wsi Lubatowej Niżnej na sumę 200 grzywien. W roku 1425 zastawiona przez króla część była w posiadaniu szlacheckich braci z Dębowca: Jana, Mikołaja i Piotra, kanonika krakowskiego, którzy dokonując podziału ofiarowali ojcu swemu Marciszowi, chorążemu krakowskiemu, wsie: Rogi i Lubatówkę z sołectwami w sumach zastawnych. Skwitowali go również z "ojcowizny i macierzyzny" i uregulowali jego długi. Przy tym Piotr zastrzegł sobie, że w razie nieszczęścia lub biedy otrzyma z powrotem swą część w Lubatówce. Był sygnatariuszem aktu unii horodelskiej 1413 roku. 
W 1435 nabył majątek we wsi Jezupol (która wtedy nosiła nazwę pogańską „Czeszybiesy”). Dzierżył wieś w swem posidaniu dwa lata, w 1437 odsprzedaje wieś „Czeszybiesy nad Bystrzycą i Hanusowce z przysiółkami Popowkąt i Bortniki panu Michałowi z Buczacza, kasztelanowi halickiemu”.
Był uczestnikiem konfederacji Zbigniewa Oleśnickiego w 1438 roku.